# Ciència optimista
Ciència optimista és un llibre de divulgació científica publicat l'any 2015 i escrit per Josep Maria Mainat.
La idea del llibre neix segons Mainat després que Jordi Basté li proposes participar de tertulià al Mon a Rac1, aquest refusa la oferta argumentant que ell no estava preparat per fer de tertulià, però li va oferir una secció de ciència optimista, que Basté batejar amb el nom de El mon va millor del que sembla.
La relació de Mainat amb la tecnologia no és nova, de fet ell és programador informàtic i va començar la carrera d'arquitectura a més de ser un freqüent lector de llibres de ciència.
El llibre pretén explicar la ciència d'una manera molt amena, entenedora i amb un humor però sense perdre el rigor que caracteritza aquesta disciplina. Els avenços, sempre es veuen des d'una posició optimista, aquests ajudaran a millorar la nostra vida. Està escrit en forma de diàleg, hi ha una representació dels pensaments del lector, i aquests són respost per l'autor. S'utilitzen freqüentment comparacions, que faciliten l'entesa dels coneixements exposats.